# Ophiacantha scutigera
Ophiacantha scutigera is een slangster uit de familie Ophiacanthidae.
De wetenschappelijke naam van de soort werd in 1933 gepubliceerd door Theodor Mortensen.